# 拉吉德峰
66°59′S 51°0′E / 66.983°S 51.000°E
拉吉德峰是南極洲的山峰群，位於恩德比地的阿蒙森灣東部，全長約15公里，其中5座山峰海拔高度超過900米，該山峰在1956年由澳大利亞探險隊發現。